# Sali Turan
Sali Turan (* 1949 in Trabzon) ist ein türkischer  Maler.

## Leben
Turan studierte zwischen 1970 und 1974 am Istanbuler Atatürk-Lehr-Institut und von 1976 bis 1981 an der Staatlichen Istanbuler Akademie der schönen Künste. Von 1978 bis 1986 lehrte er an den Istanbuler Universitäten Universität Istanbul und Marmara-Universität, der Uludağ-Universität in Bursa sowie in Eskişehir Kunst. 1984 erhielt er seinen Doktortitel und 1985 wurde er Universitätsdozent. 1986 gab er seine Universitätstätigkeit auf, um sich nur noch auf seine Kunst konzentrieren zu können. Seitdem ist er in Istanbul als freischaffender Künstler tätig. Zwischen 1996 und 2001 bereiste er Europa und Nordamerika. Sali lässt sich nur selten auf Ausstellungen ein, weil er der Ansicht ist, sie würden ihn in seiner Freiheit beschränken. Trotzdem konnte er es zu einem in der Türkei ansehnlichen Bekanntheitsgrad bringen.

## Ausgesuchte Einzelausstellungen
- 1974 I.A.E.E (Universitat) Galerie, Istanbul
- 1982 Akbank Galerie, Bursa
- 1986 Burg Museum, Bodrum
- 1986 Turbanhotel Galerie, Çeşme
- 1987 Kunst Mach Galerie, Ankara
- 1990 Kile Galerie, Istanbul
- 1993 Kile Galerie, Istanbul
- 1994 Tüyap Kunst Messe, Istanbul
- 2000 Atatürk Kultur Zentrum, Istanbul
- 2001 National Building Museum, Washington
- 2001 National Arts Club, in der großen Galerie, New York
- 2003 Antik Galerie, Istanbul
- 2004 Hobi Kunst Galerie, Istanbul
- 2005 Moderne Kunst Galerie, Istanbul
- 2006 Atatürk Kultur Zentrum, Istanbul
- 2006 Zeitgenössische Kunstmesse, Istanbul
- 2007 Gallery Akademist, Izmir
- 2007 Dortmund Stadt Museum, Dortmund
- 2008 Kunstmesse Contemporary Istanbul, (Istanbul)
- 2008 Kunstmesse Tüyap Sanat Fuari, (Istanbul)
- 2008 Kunstmesse, (Ankara)

## Preise, Auszeichnungen
- 1974 I.A.E.E (Universität), März-Preis
- 1974 I.A.E.E (Universität), Atelier-Preis
- 1978 Kartal Festival, Erfolgsauszeichnung
- 1981 Hochschullehrtätigkeitsprüfung, 1. Platz
- 1986 Staatlicher Alkohol- und Tabakmonopol-Kunstwettbewerbspreis